# نيفين لوسون
نيفين لوسون (بالإنجليزية: Nevin Lawson)‏ هو لاعب كرة قدم أمريكية جامايكي، ولد في 23 أبريل 1991 في كينغستون في جامايكا.

## وصلات خارجية
- نيفين لوسون على موقع مرجع كرة القدم المحترفة.كوم (الإنجليزية)